# Alerta Solidària
Alerta Solidària és l'organització antirepressiva de l'Esquerra Independentista dels Països Catalans. Dona suport legal i jurídic a detinguts i encausats per participar en accions i mobilitzacions polítiques. Va néixer al 2001 impulsada pel Procés de Vinaròs. Es reivindica com l'hereva dels Comitès de Solidaritat amb els Patriotes Catalans (CSPC).

## Publicacions
- Alerta Solidària. El malson d'Orwell, control social i noves tecnologies.  Barcelona: Tigre de Paper, 2012. ISBN 978-84-938960-7-2.
- Alerta Solidària. Quan la por canvia de bàndol.  Manresa: Tigre de Paper, 2014. ISBN 978-84-941664-7-1.